# Salvia cataractarum
Salvia cataractarum là một loài thực vật có hoa trong họ Hoa môi. Loài này được Briq. miêu tả khoa học đầu tiên năm 1913.